# 2023 în literatură
- 2022 în literatură — 2023 în literatură — 2024 în literatură

2023 în literatură implică o serie de evenimente:

## Premii literare
- Premii UNITER
- Medalia Premiului NobelPremiul Nobel pentru Literatură — Jon Fosse ( Norvegia)